# Заборский, Томаш
Томаш Заборский (словац. Tomáš Záborský; род. 14 ноября 1987, Тренчин, Западно-Словацкий край) — словацкий хоккеист, крайний нападающий словацкого клуба клуба «Дукла» Тренчин, воспитанником которого является.

## Карьера
Крайний нападающий с левым хватом клюшки.
Выступал за
- ХК Дукла Тренчин — U18, U20, Словакия, 2003—06; провёл 171 встречу, забросил 119 шайб, сделал 73 голевых передачи.
- Saginaw Spirit — OHL, 2006—08; провёл 127 игр, забросил 50 шайб и сделал 63 голевых передачи.
- Коннектикут Уэйл — AHL, 2007—09; провёл 10 матчей, забросил 1 шайбу, сделал 3 передачи.
- Charlotte Checkers — ECHL, 2008—09; провёл 28 игр, забросил 4 шайбы, сделал 8 передач.
- Dayton Bombers — ECHL, 2008—09; провел 19 игр, забросил 10 шайб, сделал 6 передач.
- Эссят — SM-liiga, 2009—2012; провёл 142 игры, забросил 67 шайб, сделал 51 голевую передачу.

В сезоне 2011/12 24-летний форвард выступал за финский «Эссят», набрав 59 (35+24) очков в 52 матчах, Томаш стал лучшим бомбардиром финской лиги, лучшим игроком регулярного чемпионата, получил Золотой шлем и вошёл в All-Star Team.
В 2012 году перешёл в ХК «Авангард» (Омская область, Россия). 16 октября 2013 года в результате обмена на Штефана Ружичку оказался в уфимском «Салавате Юлаеве». Всего сыграл в КХЛ 97 матчей и набрал 61 очко (31+28). В плей-офф сыграл 19 матчей и набрал 5 очков (3+2).
После сезона 2013/14 покинул КХЛ, подписав контракт с финским клубом ХИФК. В 2015 году «Салават Юлаев» обменял права на Заборского в «Слован», за который он так и не сыграл. После ХИФК выступал за клубы из Швеции, Финляндии, Чехии, Германии, Словакии. В 2024 году вернулся в родную «Дуклу».

### Международная
В составе сборной Словакии Томаш Заборский принимал участие в молодёжном чемпионате мира 2007 года, на котором словаки заняли лишь 8 место, а сам Заборский набрал 3 (1+2) очка в 6 проведённых матчах.

## Достижения
- Самый ценный игрок регулярного турнира чемпионата Финляндии 2012.
- Лучший игрок чемпионата Финляндии 2012.
- Лучший снайпер чемпионата Финляндии 2012.
- Член символической сборной чемпионата Финляндии 2012.
- Обладатель специально изготовленного омскими болельщиками золотого мини-шлема - награды за звание лучшего снайпера команды по итогам сезона 2012-2013.
- Участник матча звёзд КХЛ (2013).

## Статистика
Последнее обновление: 26 июля 2014 года
```
                                            --- Regular Season ---  ---- Playoffs ----
Season   Team                        Lge    GP    G    A  Pts  PIM  GP   G   A Pts PIM
--------------------------------------------------------------------------------------
2006-2007	 SAGINAW SPIRIT      OHL    59	  19   24  43  	18   6	 1   2	 3
2007-2008	 SAGINAW SPIRIT      OHL    68    31   39  70	42   4	 2   1   3
2007-2008	 HARTFORD WOLF PACK  AHL     2	   0	1   1	 0
2008-2009	 HARTFORD WOLF PACK  AHL     8     1	2   3    5
2008-2009	 CHARLOTTE CHECKERS ECHL    28	   4	8  12   14
2008-2009	 DAYTON BOMBERS     ECHL    19	  10	6  16	14
2009-2010	 ASSAT PORI      FINLAND    43	   9   17  26   76
2010-2011	 ASSAT PORI      FINLAND    47	  23   10  33    6   6	 0   0	 0
2011-2012	 ASSAT PORI      FINLAND    52	  35   24  59   41
2012-2013        Авангард (Омск)     КХЛ    52    21   20  41   18  12   2   2   4   6
2013-2014        Авангард (Омск)     КХЛ    14     4    3   7    2  --  --  --  --  --
2013-2014        Салават Юлаев (Уфа) КХЛ    31     8    5  13    4   7   1   0   1   4
--------------------------------------------------------------------------------------

```